# Anni 210
Gli anni 210 sono il decennio che comprende gli anni dal 210 al 219 inclusi.

## Eventi, invenzione e scoperte

### Impero romano
- 211: Muore l'imperatore Settimio Severo durante una campagna militare in Britannia. Gli succedono i figli Caracalla e Geta, come imperatori congiunti.
- 211: Inizia la costruzione delle terme di Caracalla.
- 211: Caracalla fa uccidere il fratello Geta dalla guardia pretoriana, diventando l'unico imperatore.
- 212 - Constitutio Antoniniana: Tutti gli abitanti dell'impero ottengono la cittadinanza romana.
- 213: Caracalla guida una spedizione contro gli Alemanni, in Germania.
- 216: I romani razziano tutti i territori dei Parti nei pressi del Mar Caspio.
- 217: Caracalla viene fatto assassinare dal prefetto del pretorio Macrino, che diventa imperatore.
- 218 - Battaglia di Antiochia: Il pretendente al trono Eliogabalo sconfigge l'esercito di Macrino.
- 218: Macrino viene ucciso durante una ribellione e gli succede Eliogabalo.

### Cina
- 211 - Battaglia del Passo di Tong: Cao Cao sconfigge Ma Chao.
- 217: Sun Quang rompe l'alleanza con Liu Bei.
- 219: Liu Bei invade la provincia di Jing, controllata da Sun Quan.

### Religione
- 217: Callisto I diventa papa.

## Personaggi
- Settimio Severo, imperatore romano.
- Caracalla, imperatore romano.
- Macrino, imperatore romano.
- Eliogabalo, imperatore romano.
- Gannys, generale e politico romano.
- Giulia Soemia Bassiana
- Liu Bei, generale cinese.